# Повені в Європі (2021)
Повені в Європі — серія повеней, що почалася 12 липня 2021 року після великих дощів, викликаних циклоном Бернд (Bernd). Кілька річкових басейнів вийшло з берегів. Основний збиток завдано Німеччині. Повінь визнано найбільшою за останні 100 років. Загинуло щонайменше 222 людини, з них 180 у Німеччині, 37 у Бельгії, 3 в Румунії, 1 в Італії та 1 в Австрії, сотні людей зникли безвісти.

## Перебіг подій

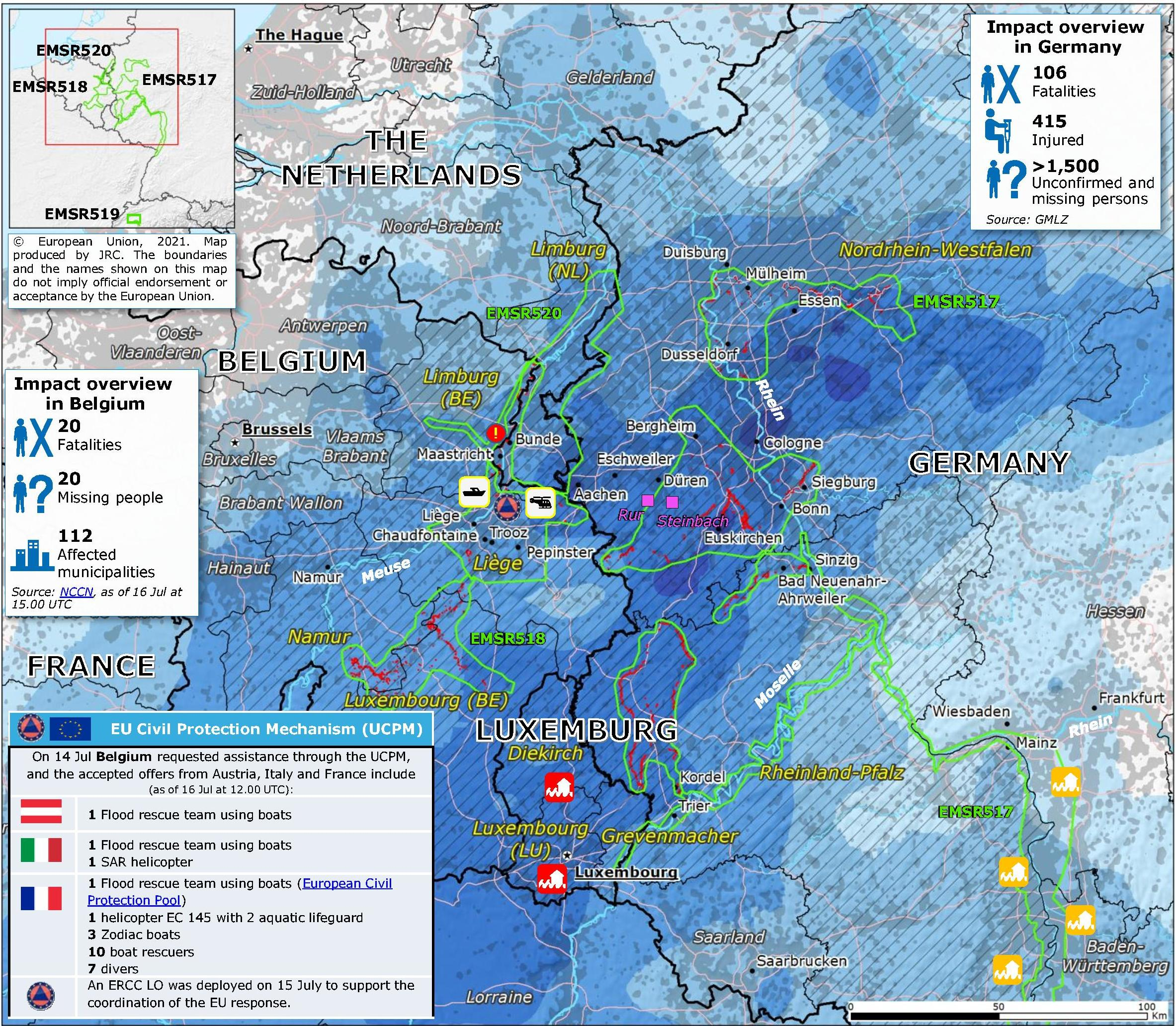
Постраждалі райони Європи за інформацією Координаційного центру ЄС з реагування на надзвичайні ситуації (ERCC)

12–15 липня 2021 року сильний дощ пройшов всією територією Британії, західної Німеччини, Нідерландів, Бельгії та Люксембургу. Штормовий фронт перемістився з Франції до Німеччини і затримався над регіоном на два дні. Інтенсивні опади зафіксовано на сході Бельгії, у Північній Рейн-Вестфалії та Рейнланд-Пфальці в Німеччині, де опади протягом доби перевищили місячну норму (~100—150 мм). У Райффершайді випало 207 мм опадів протягом дев'яти годин, у Кельні — 154 мм за добу. У деяких регіонах не спостерігалося подібних опадів протягом останніх 1000 років.
Європейська система поінформованості про повені (EFAS) заздалегідь надсилала до національних органів влади оповіщення про небезпечні повені.
Станом на 18 липня в результаті повеней було зафіксовано щонайменше 180 жертв, до 20 липня стало відомо про 200 жертв та 700 травмованих людей.

## Країни

### Німеччина
Через великі дощі з 12 липня на заході й південному заході вийшли з берегів притоки Рейну: Ар і Мозель та кілька маленьких річок. Основний удар стихії припав на Північний Рейн-Вестфалію та Рейнланд-Пфальц. Понад 165 тис. людей лишилося без електропостачання, пошкоджено залізничні магістралі, зруйновано мости й житло. Міноборони оголосило режим військової катастрофи на заході країни. Ця повінь стала найбільшим стихійним лихом Німеччини протягом 50 років.
До 18 липня було зафіксовано понад 150 жертв, понад 1,3 тис. зникло. Щонайменше 45 людей загинуло у Північному Рейн-Вестфалії, 110 — в Рейнланд-Пфальці (всі в районі Арвайлер), один — у баварському районі Берхтесгаден.
У деяких містах почалися проблеми з подачею питної води. На заході країни вийшли з ладу гідроелектростанції.
18 липня повінь сталася на сході країни, було зупинено залізничне сполучення з Чехією. Того ж дня у Баварії було оголошено режим надзвичайного стану, продовжився підйом рівня води в річках Берхтесгаденер Ахе, Траун і Тіролер Ахен.
19 липня у Німеччині під час повеней стався розлив нафти на заводі у землі Північний Рейн-Вестфалія. В результаті забруднена вода могла потрапити до місцевих водосховищ. За даними розслідування, розлив міг статися через підтоплення і селеві потоки, що пошкодили сховища нафтопродуктів. Вночі проти 21 липня влада країни заявила про 169 жертв паводків. Канцлер Ангела Меркель відвідала постраждале місто Бад-Мюнстерайфель.

### Бельгія

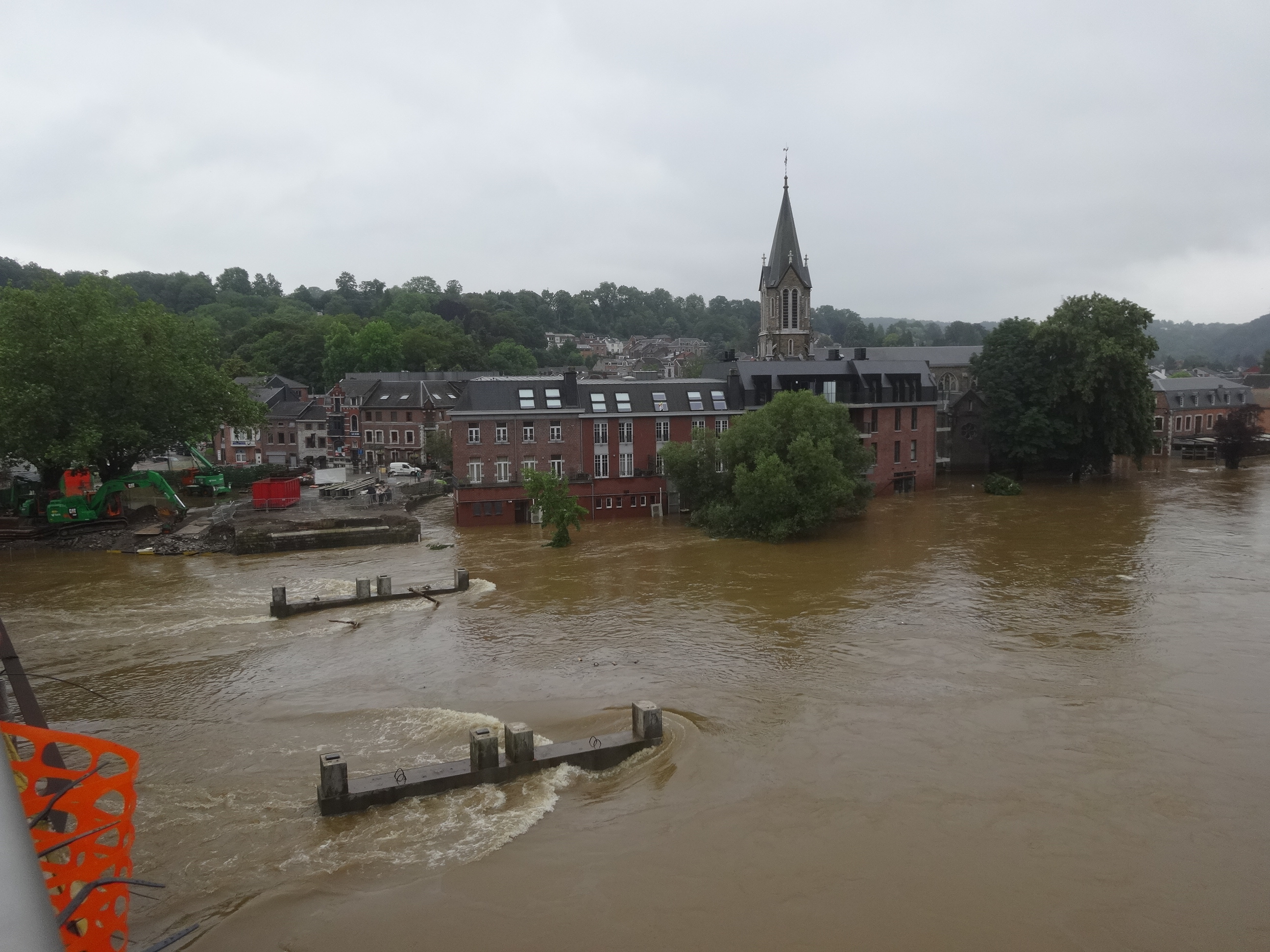
Повені та пошкодження в Тільфі, Бельгія, 16 липня

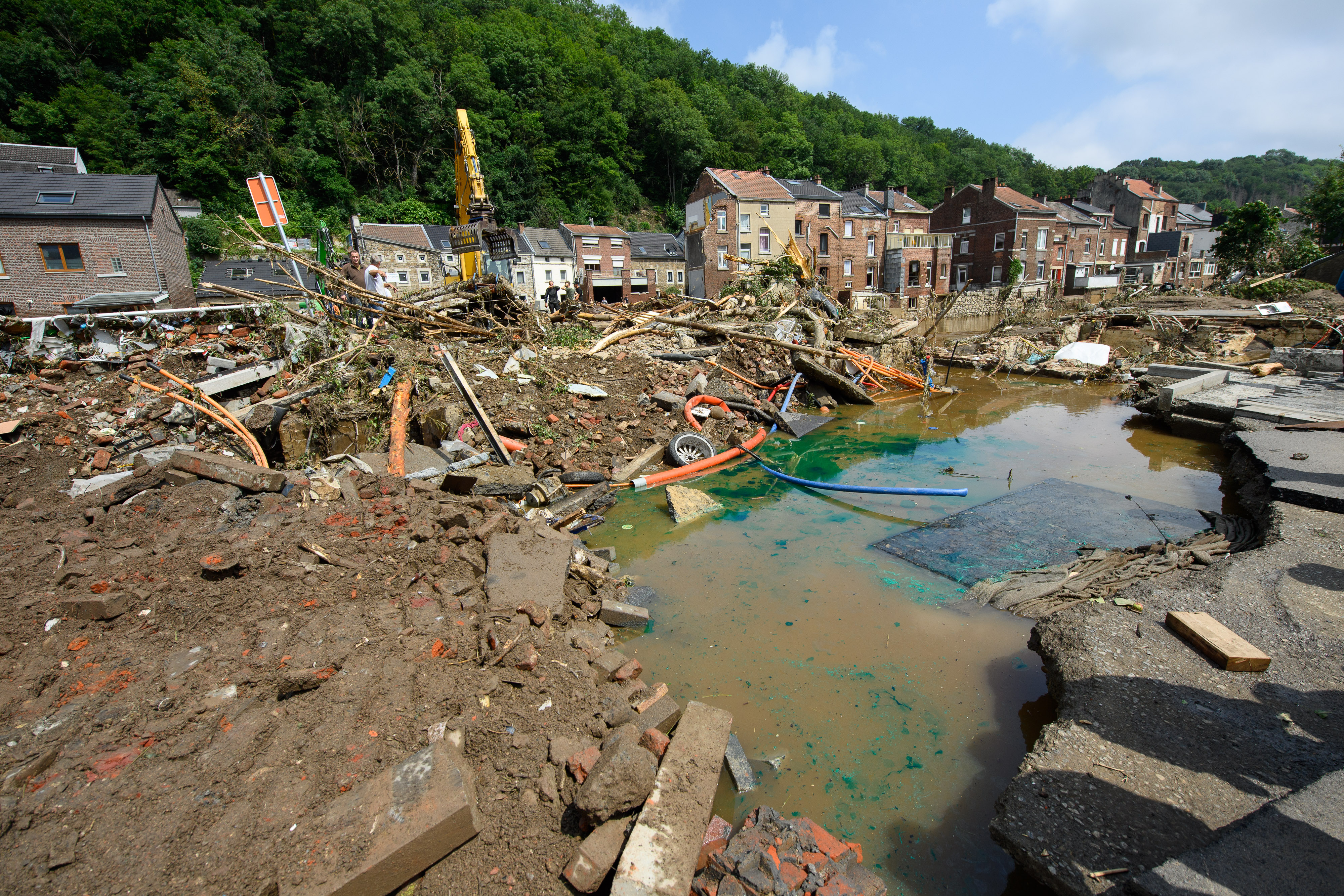
Пошкодження в Пепінстері, Бельгія, 17 липня

15 липня жителям Льєжу, де живе 200 тис. людей, було запропоновано евакуюватись через побоювання, що річка Маас може вийти з берегів і міст через дамбу може зруйнуватися. До центру міста не впускали транспорт, а виїзд дозволявся лише для евакуації. До 16 липня кілька менших муніципалітетів провінції Лімбург також отримали наказ про евакуацію. Через сильну повінь та через те, що десятки домашніх паливних баків розбилися й почали витікати в річки, ряд муніципалітетів провінцій Льєж та Намюр залишилися без питної водопровідної води.
У Валлонії без електропостачання лишилося 41 тис. домогосподарств. Фундаменти будівель біля річок зруйнувались. У містечку Пепінстер на березі річки Весдер бьуло зруйновано щонайменше 20 будинків, виявлено 23 жертви. Місто Верв'є також сильно постраждало.
Опади були найбільш інтенсивними на сході країни: за 48 годин у муніципаліті Джалей (провінція Льєж) випало 271,5 мм дощу, що є абсолютним рекордом для Бельгії, це майже втричі більше середньомісячної кількості опадів у цьому регіоні на липень. У місті Спа у Льєжі, протягом 48 годин випало 217 мм дощу. На території практично всієї провінції Люксембург випало від 150 до 200 мм дощів протягом 48 годин. У Фландрії максимальна кількість опадів становила 77 мм протягом 48 годин у Рансберзі. У Ділзен-Штоккемі річка Маас 16 липня досягла потоку 3300 м3 на секунду, це максимальний потік, на який розраховані місцеві дамби.
Порожній пасажирський потяг зійшов з рейок у Групонті, коли колію розмило паводковою водою, сміття розсипалося колією. Лінія Шарлеруа — Намюр — Льєж та всі залізничні лінії в Бельгії на південь від цієї лінії були закриті. Сільськогосподарському сектору країни нанесено великі збитки, включаючи довгострокові наслідки, такі як ерозія ґрунту. Під час самої повені ферми та худобу довелося евакуювати, багато полів було пошкоджено, а врожаї було знищено. Гонкова траса Спа-Франкоршам зазнала пошкоджень під'їзних шляхів та цифрової інфраструктури безпеки. Тут мало відбутися Гран-прі Бельгії 29 серпня 2021 року.
20 липня прем'єр-міністр Александер де Кроо оголосив національним днем жалоби. В результаті повені загинуло 27 людей, близько 20 зникло безвісти. Стихія торкнулася провінцій Льєж, Намюр, Валлонський Брабант, Люксембург, Антверпен і Фламандський Брабант. Десятки тисяч було евакуйовано. У постраждалих регіонах почалися проблеми з електропостачанням. Повінь була названа найкатастрофічнішою за всю історію країни.

### Люксембург
Кілька комун було евакуйовано.

### Нідерланди
16 липня почалася евакуація жителів у Лімбурзі. У провінції почалися проблеми з електропостачанням. Евакуйовано 15 тис. людей. Того ж дня на півдні країни в районі містечка Меєрсен повінь прорвала дамбу. За даними влади, рівень води в Маасі і Рурі перевершивши рекордні рівні, зафіксовані під час великих повеней 1993 і 1995 року.

### Італія
В результаті негоди на північному сході Італії загинула одна людина, пошкоджено канатну дорогу та завдано шкоди сільськогосподарським культурам. Довгі зливи з градом і грозами викликали зсуви. У Трентіно-Альто-Адідже впало дерево пошкодило канатну дорогу та пошкоджено кілька доріг, а у Венето одна людина загинула.

### Британія
12 липня гроза зі зливами почалася в Лондоні, підтоплено вулиці, закрито кілька станцій метро.

### Франція
У східних регіонах (О-де-Франс, Гранд-Ест та Бургундія-Франш-Конте) почалася повінь, в департаменті Сона і Луара оголосили «помаранчевий» рівень погодної небезпеки. Підтоплення почалися в Ліоні. Муніпаліцети Бар-ле-Дюк та Арбуа, було затоплено, мешканцям пропонувалося лишатися вдома. Між департаментами Сона і Луара та Жура річки Сель та Брен піднялися до найбільшого за 15 років рівня.
За даними Météo-France, зранку 12 липня до обіду 16 липня у муніципалітеті Шатель-де-Жу випало 199 мм дощу, 159 мм у Ле-Ф'є (обидва в департаменті Жура) та 158 мм у Вілле-ла-Шевр у департаменті Мерт і Мозель, а також 7 мм у Пленфен (департамент Вогези).

### Чехія
18 липня повінь досягла Чехії. Евакуйовано жителів двох сіл в Ліберецькому краї на півночі країни. Припинено залізничне сполучення з Німеччиною.

### Австрія
17 липня повінь затопила Галлайн, завдавши шкоди кільком районам неподалік німецького кордону. Рятувальники у федеральних землях Зальцбург і Тіроль були приведені в стан підвищеної готовності для відвернення повені, а канцлер Себастьян Курц написав, що сильні дощі завдають серйозних збитків у кількох місцях Австрії. Одна людина загинула в Зальбах-Гінтерглеммі.

## Наслідки змін клімату
Європейські вчені заявили, що повінь в Європі може бути викликано змінами клімату. Кілька тижнів перед зливами в Німеччині стояла сильна спека. Фридеріке Отто з Інституту змін навколишнього середовища Оксфордського університету пояснила, що інтенсивність злив посилилася внаслідок змін клімату. І надалі ця інтенсивність ростиме під час подальшого потепління.
ООН пов'язує також із змінами клімату смертельну спеку в США і Канаді, лісові пожежі в Сибіру.
Повені в Західній і Центральній Європі, відбулися також у Туреччині (загинуло шестеро людей), Індії (24 жертви), Китаї, негода почалася в Україні та Білорусі.

## Реакція
- Влада землі Рейнланд-Пфальц виділила 50 млн євро для подолання наслідків негоди.
- Папа Римський висловив «духовну близькість всім постраждалим та аварійно-рятувальним службам, які беруть участь у ліквідації наслідків стихії».
- ЄС заявив про готовність допомогти постраждалим районам[67].
- 20 липня в Бельгії оголошено днем жалоби[49].